# Surrender (1950)
Surrender is een Amerikaanse western uit 1950 onder regie van Allan Dwan.

## Verhaal
Violet Barton heeft een liefdesrelatie met de gokker Gregg Delaney. Ze trouwt echter met diens vriend Johnny Hale, als ze ontdekt dat hij de rijkste man van Texas is. Daardoor verliest ze het vertrouwen in Gregg en in haar zus Janet, die verliefd is op Johnny. Sheriff Bill Howard tracht Gregg intussen tot de bekentenis van een moord te bewegen. Wanneer Violet dan haar wettige echtgenoot Henry Vaan vermoordt, vluchten zij en Gregg de woestijn in.

## Rolverdeling
| Acteur                | Personage                |
| --------------------- | ------------------------ |
| Vera Ralston          | Violet Barton            |
| John Carroll (acteur) | Gregg Delaney            |
| Walter Brennan        | Sheriff Bill Howard      |
| Francis Lederer       | Henry Vaan               |
| William Ching         | John Beauregard Hale     |
| Maria Palmer          | Janet Barton             |
| Jane Darwell          | Molly Hale               |
| Roy Barcroft          | Hulpsheriff Gerard       |
| Paul Fix              | Hulpsheriff Williams     |
| Esther Dale           | Tante May                |
| Edward Norris         | Wilbur                   |
| Howland Chamberlain   | Directeur van het casino |
| Norman Budd           | Carson                   |
| Nacho Galindo         | Gringo                   |
| Jeff York             | Canning                  |